# Рацци, Фаусто
Фаусто Рацци (итал. Fausto Razzi; 4 мая 1932, Рим — 2022, Рим) — итальянский композитор.

## Биография
Учился в Академии Санта-Чечилия (1955—1963) у Рины Росси (фортепиано) и Гоффредо Петрасси (композиция). С 1958 года помощник дирижёра Римского университетского хора, в 1961 г. сменил Франко Мария Сарацени на этом посту. С 1966 г. преподавал в различных итальянских консерваториях. В 1965 г. композиция Рацци «Три духовных пьесы» удостоена первой премии Международного музыкального фестиваля «Пражская весна». В 1976 г. основал ансамбль «Gruppo Recitar Cantando» для исполнения музыки Возрождения и барокко. В 1982 году вместе с Габриэле Ферро и Микеланджело Дзурлетти выступил одним из основателей музыкального театра в римском парке Вилла Торлониа.
Музыка Рацци тяготела к Новой венской школе, особенно к наследию Антона Веберна. Он отдал дань алеаторике, в 1970-е гг. работал в области электронной музыки.